# Olois
Olloix és un municipi francès situat al departament del Puèi Domat i a la regió d'Alvèrnia-Roine-Alps. L'any 2007 tenia 297 habitants.

## Demografia

### Població
El 2007 la població de fet d'Olloix era de 297 persones. Hi havia 128 famílies de les quals 32 eren unipersonals (28 homes vivint sols i 4 dones vivint soles), 48 parelles sense fills, 36 parelles amb fills i 12 famílies monoparentals amb fills.
La població ha evolucionat segons el següent gràfic:
Habitants censats

### Habitatges
El 2007 hi havia 199 habitatges, 129 eren l'habitatge principal de la família, 50 eren segones residències i 20 estaven desocupats. 192 eren cases i 6 eren apartaments. Dels 129 habitatges principals, 116 estaven ocupats pels seus propietaris, 11 estaven llogats i ocupats pels llogaters i 2 estaven cedits a títol gratuït; 1 tenia una cambra, 5 en tenien dues, 22 en tenien tres, 43 en tenien quatre i 58 en tenien cinc o més. 95 habitatges disposaven pel capbaix d'una plaça de pàrquing. A 53 habitatges hi havia un automòbil i a 68 n'hi havia dos o més.

### Piràmide de població
La piràmide de població per edats i sexe el 2009 era:
| Homes | Edats   | Dones |
| ----- | ------- | ----- |
| 0     | 95 o +  | 0     |
| 0     | 90 a 94 | 0     |
| 0     | 85 a 89 | 0     |
| 0     | 80 a 84 | 4     |
| 0     | 75 a 79 | 4     |
| 8     | 70 a 74 | 0     |
| 8     | 65 a 69 | 12    |
| 4     | 60 a 64 | 8     |
| 12    | 55 a 59 | 12    |
| 8     | 50 a 54 | 0     |
| 0     | 45 a 49 | 12    |
| 0     | 40 a 44 | 4     |
| 16    | 35 a 39 | 4     |
| 12    | 30 a 34 | 20    |
| 4     | 25 a 29 | 4     |
| 8     | 20 a 24 | 8     |
| 8     | 15 a 19 | 8     |
| 8     | 10 a 14 | 0     |
| 4     | 5 a 9   | 8     |
| 4     | 0 a 4   | 16    |

## Economia
El 2007 la població en edat de treballar era de 204 persones, 157 eren actives i 47 eren inactives. De les 157 persones actives 146 estaven ocupades (91 homes i 55 dones) i 11 estaven aturades (4 homes i 7 dones). De les 47 persones inactives 24 estaven jubilades, 9 estaven estudiant i 14 estaven classificades com a «altres inactius».

### Ingressos
El 2009 a Olloix hi havia 130 unitats fiscals que integraven 311 persones, la mediana anual d'ingressos fiscals per persona era de 17.763 €.

### Activitats econòmiques
Dels 9 establiments que hi havia el 2007, 1 era d'una empresa extractiva, 1 d'una empresa de construcció, 4 d'empreses de comerç i reparació d'automòbils, 2 d'empreses d'hostatgeria i restauració i 1 d'una empresa financera.
L'únic servei als particulars que hi havia el 2009 era una lampisteria.
L'any 2000 a Olloix hi havia 7 explotacions agrícoles que ocupaven un total de 608 hectàrees.

## Poblacions més properes
El següent diagrama mostra les poblacions més properes.